# Jiloan Hamad
Jiloan Hamad - em árabe, جيلوان حمد (Bacu, 6 de novembro de 1990) - é um futebolista sueco-iraquiano de etnia curda, nascido no atual Azerbaijão, e que atua como meia. Atualmente, joga pelo clube croata Gorica (2019).

## Carreira
Hamad começou a carreira no BK Forward.